# Konstanty Krzeczkowski

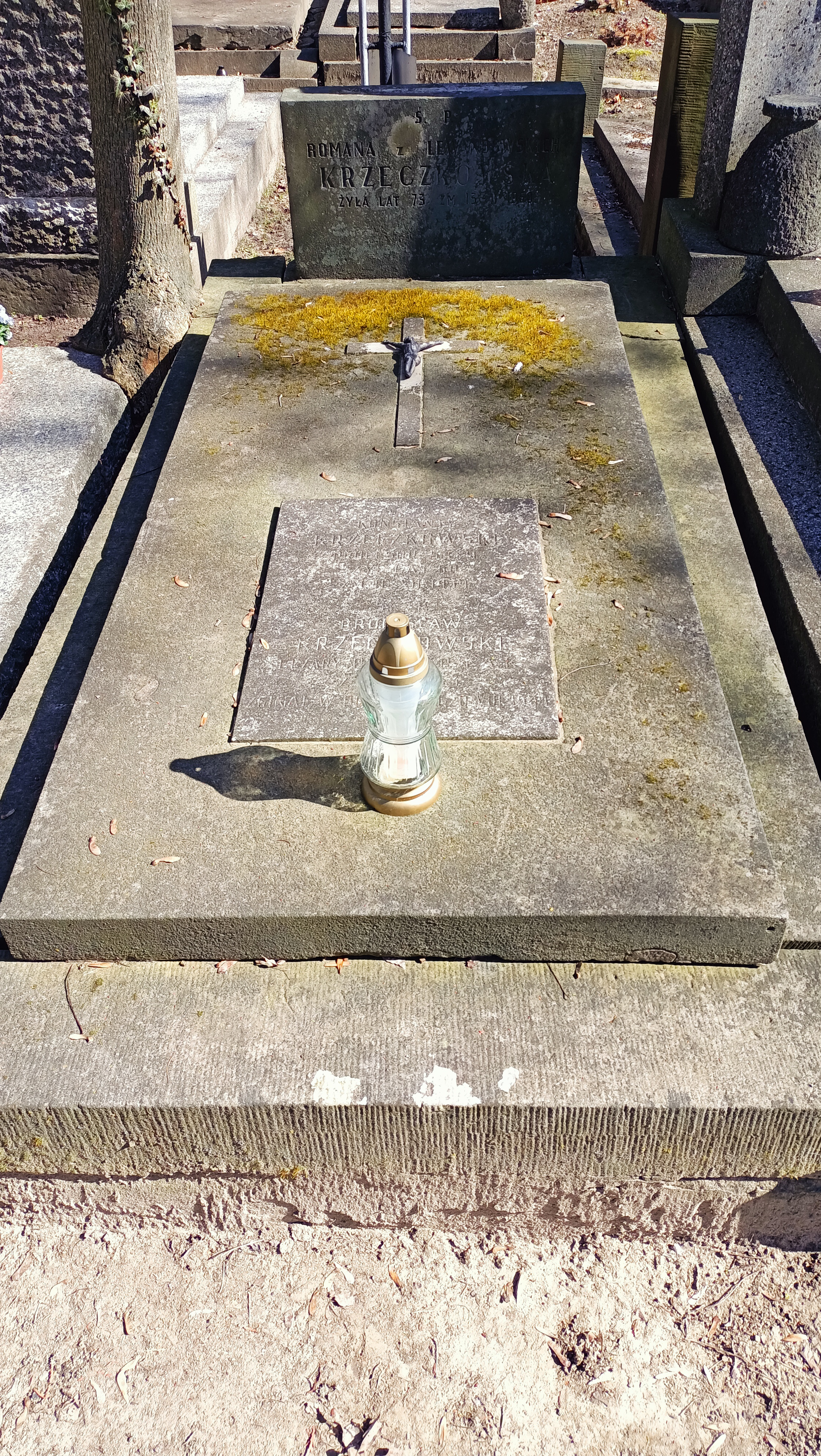
Grób Konstantego Bronisława Krzeczkowskiego na cmentarzu Powązkowskim w Warszawi

Konstanty Bronisław Krzeczkowski (ur. 18 lutego 1879 w Guzowie koło Grodziska Mazowieckiego, zm. 10 grudnia 1939 w Warszawie) – polski ekonomista i statystyk.

## Kariera
Po 1905 związał się z uniwersytetem ludowym w Krakowie i opracował katalog dzieł naukowych jego biblioteki, uwzględniając cenny zbiór dokumentów życia społecznego. W latach 1900-1906 był dwukrotnie aresztowany za nielegalną działalność oświatową. 
Od 1916 pełnił funkcję profesora Wyższej Szkoły Handlowej. W 1917, za namową kierownika ówczesnej Wyższej Szkoły Handlowej Bolesława Miklaszewskiego, rozpoczął pracę na uczelni faktycznie nią kierując. W listopadzie 1939 został aresztowany przez gestapo. Po brutalnym śledztwie został zwolniony 9 grudnia 1939 ze względu na stan zdrowia. Zmarł 10 grudnia 1939, pochowany został trzy dni później na cmentarzu Powązkowskim. 